# Chaise papillon
Pour les articles homonymes, voir BKF.

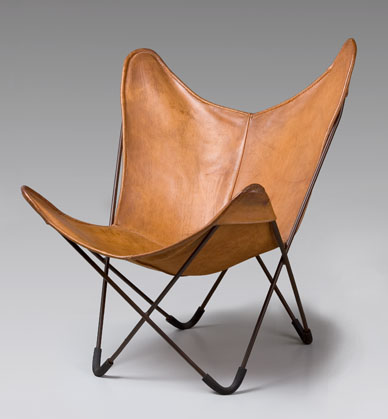
BKF Chair

La chaise  papillon, également connue sous le nom de chaise BKF ou chaise Hardoy, est une chaise conçue par trois architectes  en Argentine en 1938 et  constituée d'une structure de deux tiges d'acier tubulées courbées sur laquelle est suspendu en hamac, un tissu, une pièce de cuir ou un filet.

## Historique
La chaise papillon a été conçue à Buenos Aires en Argentine en 1938 par les architectes Antonio Bonet (catalan), Juan Kurchan et Jorge Ferrari Hardoy, qui s’étaient  rencontrés alors qu'ils étaient assistants dans l'atelier parisien de Le Corbusier. Ils avaient fondé à Buenos Aires le collectif  d’architectes nommé Grupo Austral pour une modernisation de l’architecture et pour un mode de vie plus simple et décontracté. 
La chaise est ainsi occasionnellement connue sous le nom de chaise BKF, pour les initiales des noms de ces trois architectes (Bonet-Kurchan-Ferrari). Cependant le dépôt de brevet officiel attribue la paternité principale de la conception à Ferrari-Hardoy, c'est la raison pour laquelle , elle est aussi parfois connue sous le nom de chaise Hardoy.
Le 24 juillet 1940, la chaise a été présentée lors de la 3ème exposition du salon des décorateurs et a été remarquée par le musée d'art moderne de New York. À la demande du directeur du département design du MoMA, Edgar Kaufmann Jr., Hardoy a envoyé 3 chaises prototypes de pré-production à New York. L'une est aujourd’hui dans la collection du MoMA, une autre dans la maison de Frank Lloyd Wright, Fallingwater (construite pour la famille Kaufmann), mais personne ne sait rien de la troisième.
En déclarant la BKF l'un des « meilleurs efforts du design moderne dans le domaine de la chaise», Kaufmann avait prédit qu'elle  deviendrait extrêmement populaire aux États-Unis.
La chaise BKF est une mise à jour moderne de la chaise Paragon qui avait d'abord été utilisée comme mobilier de campagne dans les années 1870 par l’armée britannique. 
Une version  avec un cadre pliant en bois la chaise Fenby fut développée par Joseph B. Fenby et brevetée aux États-Unis en 1881,, puis améliorée par la  firme  Paolo Viganò Tripoli pour une production en série, en Libye pour le marché des expatriés italiens dans les années 30, sous le nom de chaise Tripolina.
La  chaise des architectes de Buenos Aires a été reproduite et commercialisée dans un premier temps par la firme Artek-Pascoe, jusqu'en 1945, puis à partir de 1947 par la société Knoll qui lui a donné sa renommée. 
Cependant, le succès commercial de la chaise a entraîné une poussée de répliques non autorisées; selon Knoll dans les années 1940, plus de 5 millions de Chaises papillon ont été produites. Après de nombreuses batailles légales, Knoll a cessé la production en série en 1951, si bien que le design unique de la Chaise a été périodiquement recréé par différents fabricants à travers le monde.

## Réinterprétations
En 2010, la designer argentine Barbara Gimenez Weinbaum a créé la chaise  papillon en version double, un canapé deux places, qui a reçu le prestigieux Red Dot Design Award en mars 2013.
La Chaise Glif, actuellement produite en Argentine est une autre version en bois, pliable, et de haute qualité, qui a été présentée au public pour la première fois à Paris en 2015.
Le BKF 2000, mobilier urbain, est une version de plein air utilisée  dans l’espace public de Buenos Aires. Il s’agit d’une version en béton armé qui répond aux exigences d'un produit public de grande durabilité tout en maintenant la géométrie caractéristique de la conception originale.